# لیگ برتر فوتبال زنان هلند
لیگ برتر فوتبال زنان هلند (به هلندی: Eredivisie Vrouwen) بالاترین سطح رقابتهای باشگاهی فوتبال زنان در کشور هلند است که تحت نظارت اتحادیه فوتبال سلطنتی هلند برگزار می‌شود. این لیگ در سال ۲۰۰۷ تأسیس شد و پس از آن برای پنج فصل تا سال ۲۰۱۲ که لیگهای هلند و بلژیک با یکدیگر ادغام شدند و یک لیگ واحد به نام به‌نه لیگ را تشکیل دادند ادامه پیدا کرد. پس از سه فصل و بعد از انحلال به‌نه لیگ این لیگ دوباره کار خود را در فصل ۱۶–۲۰۱۵ آغاز کرد. قهرمان این لیگ سهمیهٔ لیگ قهرمانان اروپای زنان را بدست می‌آورد.